# Squadra lussemburghese di Coppa Davis
La squadra lussemburghese di Coppa Davis rappresenta il Lussemburgo nella Coppa Davis, ed è posta sotto l'egida della Fédération Luxembourgeoise de Tennis.
La squadra debuttò nella competizione nel 1947, ma non ha mai fatto parte del Gruppo Mondiale.

## Organico 2013
Vengono di seguito illustrati i convocati per ogni singolo turno della Coppa Davis 2013. A sinistra dei nomi la nazione affrontata e il risultato finale. Fra parentesi accanto ai nomi, il ranking del giocatore nel momento della disputa degli incontri (la "d" indica che il ranking corrisponde alla specialità del doppio).
| Gruppo II - Primo turno    | Gruppo II - Primo turno                                                                  |
| Bosnia ed Erzegovina (1-4) | Ugo Nastasi (1846) Mike Scheidweiler (1089d) Laurent Bram (fr*) Philippe Grandjean (fr*) |
| -------------------------- | ---------------------------------------------------------------------------------------- |

| Gruppo II - Playoff | Gruppo II - Playoff                                                                  |
| Ungheria (4-1)      | Gilles Müller (68) Gilles Kremer (1149) Ugo Nastasi (1899) Mike Scheidweiler (1071d) |
| ------------------- | ------------------------------------------------------------------------------------ |

- fr = Fuori Ranking
- Corsivo = mai sceso in campo